# ماناسا
ماناسا أو مانازا (بالإنجليزية: Manasa)‏، أو المَنَسا (بالأردية: منسا) وأيضًا، ماناسا ديفي (بالإنجليزية: Manasa - Devi)‏، هي الإلهة أو الرَّبَّة الأفعى وربَّة الثعابين في الأساطير الهندوسيَّة. عُبِدت وقُدِّسَت وما زالت تُعبد وتُقدَّس بشكل رئيسيٍّ في البنغال، وجهاركند، وأجزاء أخرى من شمال شرق الهند، وفي أوتاراخند على وجه الخُصوص؛ لأجل الوقاية والعلاج من لدغات الأفاعي وأيضًا من أجل الخُصوبة والرَّخاء والاِزدهار، وتحظى بالشُّهرةِ في هذه الأماكن . ماناسا هي أُمُّ «آستكا»(ب)، وشقيقة فاسوكي(ج) ، ملك الناغا(د)، وزوجة الحكيم جراكارو(هـ) . تُعرف أيضًا باسم «فِشاهرا»، و«نيتيا»، و«بادمافاتي» .
تُشدِّد أساطيرُهَا على مِزاجِها السَّيِّئ وتعاسَتِها النَّاجِمانِ عن النبذِ الذي تتعرَّض له من قبل والدها شيفا وزوجها، وكراهيَّةِ زوجةِ أبيها، شاندي، زوجة شيفا، التي تمَاهَت مع بارفاتي في هذا السياق. وقد أُشير في العديد من النُّصوص المقدسة السابقة إلى أنَّ الحكيم كاشيابا هو والدها، وليس شيفا. ولأنَّها ذات نَسب مُختلطٍ فقد جُحِد وأُنكِر حقُّها في أنْ تنالَ الأُلوهيَّة المُطلقة، لذلك تركَّزت غاية ماناسا في أنْ تُرسِّخَ كُلِّيَّاً سُلطتَها بوصفِهَا إلهةً وأنْ تكسِب شيعةً من البشرِ المُتحمِّسين لهَا. ولقد صُوِّرت ماناسا بأنَّها لطيفة تُجاه شيعتها ومُريديها، ولكنَّها غير مُتسامحةٍ مع الذين يُعربون عن رفضهم تقديسها وبالتالي عبادتها.
تروي بعض النصوص التي هي في الأصل أناشيد تمدح ماناسا بإنَّها حين هبطت إلى الأرض برفقة مستشارتها نِتو تعرضت للسخرية والإزدراء من بعض الناس، فانتقمت منهم، وأجبرتهم على عبادتها. وفي سياق متصل، يُروى بإنَّ ماناسا خاضت ضد جيش المسلمين بقيادة الملك حسن وأخيه الأمير حسين معركة كبرى خرجت منها منتصرة، وتحول على إثرها الحاكمان المسلمان لعبادتها. ولكنها فشلت في كسب تاجر له معها مواقف ليكون من مريديها ما جعلها تُنزل به عقابًا شديدًا حتى تمكنت منه في نهاية المطاف.
يُحتفل بماناسا في مجموعة متنوعة من الأغاني والرقصات والدراما في القرى البنغالية المُختلفة. وتُعبد عادة في مواسم الأمطار حيث تكون الأفاعي والثعابين نشطة وتخرج من جحورها وتشكل خطرًا على الناس الأمر الذي يدفعهم للتوجه لماناسا من أجل درء خطرها.

## التأثيل
يعود أصل الاسم «ماناسا» إلى اللغة السنسكريتية، ويُلفظ بطرق مُختلفة بعض الشيء، فيلفظ بالديوناكريَّة «مَنْسَا»، وبالبنغاليَّة «مُنْشَا»، وبالهاجُونغيَّة اسمها «كَانِي دِوُو»، وبالعربيَّة «ماناسا ومانازا». وبالإضافة إلى اسمها الأوَّل، فإنَّها تُسمى بأسماء أُخرى، فهي «ماناسا ديفي» والذي يعني «الإلهة ماناسا»، و«فِشاهرا» ويعني «مُدمِّرةُ السُّم أو مُبيدته»، و«نيتيا» بمعنى «الأزليَّة، الأبديَّة»، و«بادمافاتي» أي «المُمْتَلِئة بزهور اللوتس».
إنَّ كلمة «ماناسا» بمعنى «إله/إلهة» لم ترد في النصوص السنسكريتيَّة المُبكِّرة، إذ حتى كتاب «آشتادهاي» للفيلسوف واللغوي بانيني، ومعجم اللغوي «أمارا» لم يأتيا على ذكر الاسم «ماناسا». ولكنَّ بعض العُلماء يرى أنَّ الكلمة السنسكريتيَّة «māas» تعني «العقل»؛ لذلك في الكلمة «ماناسا» أُضِيفَت لاحقة أداتيَّة لتُفيد أو تُضفي معنى «بالعقل». ووفقًا لمُعجميين لاحقين، فإنَّ عبارة «بماناسا» تعني الإلهة التي خُلِقَت «بالعقل» أو «بنظر كاشيابا المُتبصِّر». ولأنَّها وُلِدَت من عقل كاشيابا فقد أعطيت هذا الاسم «ماناسا».
هُناك عدة تفسيرات لمعنى اسم «ماناسا»، الأوَّل يرى أنَّ الاسم باللغة السنسكريتيَّة يعني ما هو «عقليٌّ/ذهنيٌّ أو روحيٌّ/روحانيٌّ» أو ما هو «مُولَّدٌ ذِهنيَّاً أو عقليَّاً». ويرى آخر أنَّه يعني «العقل المملوء بالرَّغبة والتفكير البنَّاء». ويُضيف آخر زاعِمًا بأنَّ الاسم «ماناسا» يتضمَّن إشارة إلى «المعرِفة». أمَّا اسمها الآخر «كانِي» فمعناه «ذو/ذات العين الواحدة».

## الأصول
رأت المُتخصصة في الهندوسيات «مكدانيل(و)» أنَّ ماناسا كانت بالأصل إلهة «آديفاسيَّة» بمعنى إلهة قبليَّة، والتي حظيت بالقبول حينما أُدخِلت إلى مَجمَع الآلهةِ الذي تُقدِّسُهُ فئات الطبقات الوراثيَّة الاجتماعيَّة الدُّنيا بين الهندوس، ولكنَّها فيما بعد اِحتُويَت في مجمع آلهة الطبقات الاجتماعية الهندوسية العُليا، الأمر الذي جعلها تتحول من إلهة قبليَّة ضيقة النطاق إلى إلهة هندوسيَّة واسعة الانتشار. وقد اقترح الباحثان «بهاتاتشاريا وشين(ز)» أنَّ ماناسا ظهرت ابتداءً في جنوب الهند بوصفها إلهة ليست فيدية ولا آريَّة وأنَّها ترتبط بالإلهة الأفعى الشعبية الكنادِيَّة «مانتشامَّا». وأشار العالم اللغوي «إدوارد دِمك [الإنجليزية]» إلى أنَّه على الرغم من اشتمال الفيدا -الكتب الهندوسية المُبكِّرة- على موضوع عبادة الأفعى إلَّا إنَّ إلهة الأفاعي البشرية «ماناسا» لم يكن لها ذلك الحضور المُلفت في الهندوسيَّة الأولى. وقد أشار «باتاكاريا» إلى أنَّ هناك سلطة وتأثيرًا آخر يُضاف إلى ما تتمتع به ماناسا وذلك بكونها تتماهى أو تُماثل إلهة علاج السم الهندوسية المذكورة في الماهايانا البوذية «جَنغُلي». حيث تتشارك جَنغُلي مع ماناسا لقبها بوصفها مُدمرة السموم ومركبتها البجعة. وتُعرف ماناسا أيضًا باسم «جَغُلي». وتشير نظرية إلى أنَّ جَنغُلي ربما تكون قد تأثرت بكراتا جيري (قاهر السموم جميعًا) المذكور في نص أثارفافيدا.
وفقًا لتيت، ماناسا مثل جاراتكارو اعتُرف بها بدايةً بوصفها ابنة الحكيم كاشيابا وكدرو [الإنجليزية]، أم الناغات جميعًا في الملحمة الهندوسية مهابهاراتا. ووفقًا لبهاتاتشاريا، فإن جاراتكارو من ملحمة ماهابهاراتا ليست بشعبية ماناسا في البنغال.
وفقًا لتَيت، فإنَّه بحلول القرن الرابع عشر قد جرى تمييز هُويَّة ماناسا بوصفها إلهة الخصوبة وطقوس الزواج وأُدخِلت إلى بانثيون شيفا، المُرتبط بالإله شيفا. وقد احتفت بها الأساطير؛ لأنَّها أنقذت الإله شيفا بعد أن شرب السم، وصارت محل توقير وتبجيل بوصفها «مُزيلة السم». وقد نمت شعبيتها وانتشرت حتى وصلت إلى جنوب الهند، وبدأ أتباعها بمنافسة الشيفاوية الأقدم، أي عبادة شيفا. ونتيجة لذلك، ظهرت قصص تُرجع أصل ماناسا إلى شيفا، وفي النهاية ضمت الشيفية هذه الإلهة المحلِّيَّة إلى التقاليد البراهمانية الخاصة بالهندوسية السائدة. وفي المقابل، يرى س. ب. داسكوبتا أن رواية ماناسا البنغالية تعكس التنافس بين الشيفية والإلهة المركزية في الشاكتية.

## تصويرها

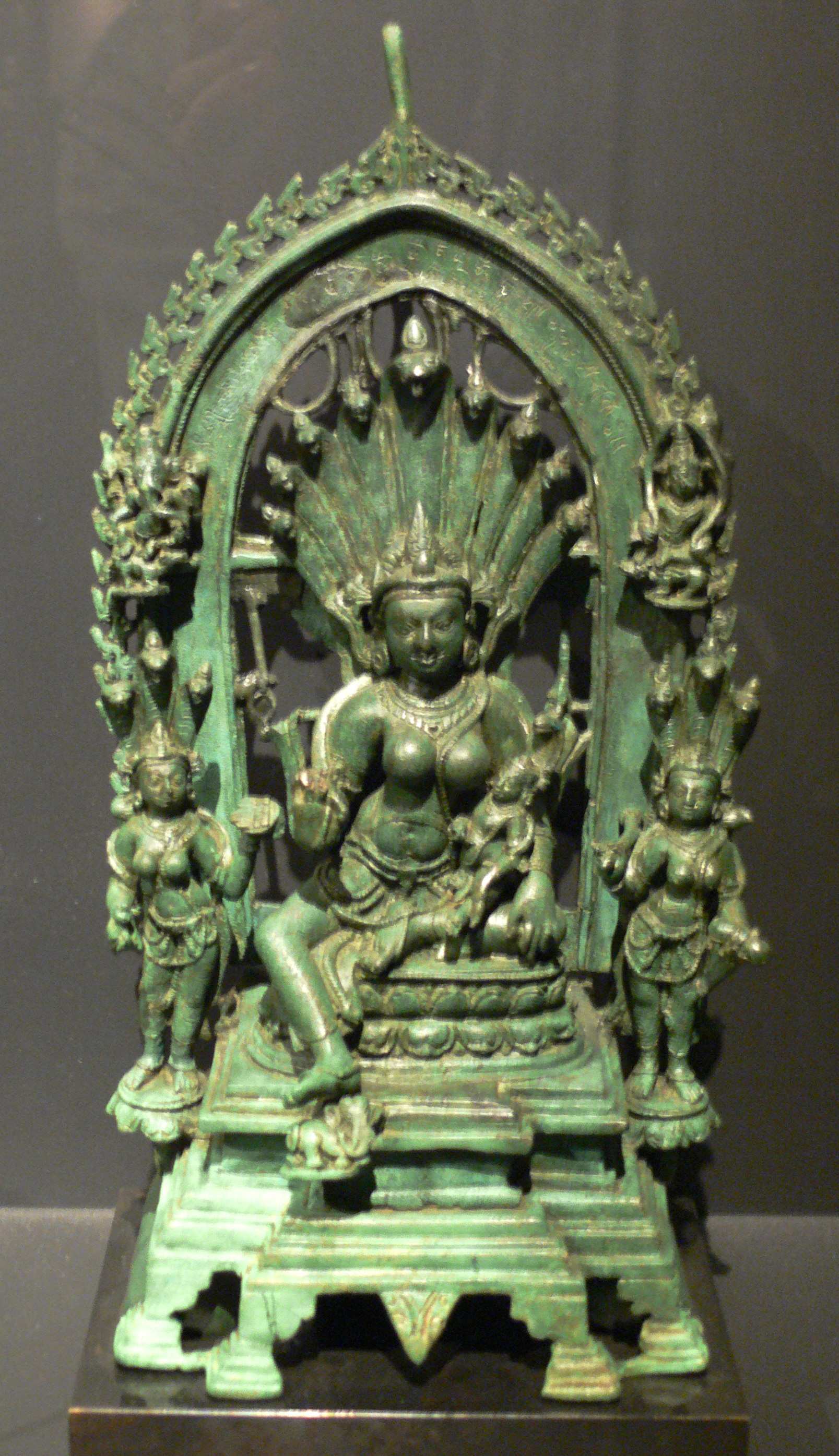
ماناسا مع ابنها آستكا في حجرها، تمثال من البرونز من بالا من القرن العاشر من بهار الحديثة.بجانبها على القوس العلوي: الإله غانيشا برأس الفيل وإله الموت ياما. متحف ليندن، شتوتغارت.

تُصوَّر ماناسا بأنها امرأة تظلها مظلة مكونة من الأفاعي، وتظهر وهي تجلس على زهرة لوتس أو تقف على حيَّة أو على رؤوس سبعة أفاعي. وتظللها سبع من أفاعي الكوبرا. تُصور أحيانًا مع طفل في حجرها. يُفترض أن الطفل هو ابنها آستكا. وتصور على هيئة امرأة لها أربع أذرع وتجلس على زنبق الماء وتكسوها الثعابين.

وتوصف بإنَّها ذات بشرة بيضاء، وترتدي مجوهرات وخيطًا مقدسًا وهو في الحقيقة أفعى، وأنَّها حكيمة ومُخلصة لزوجها، وممارسة مثالية لليوغا. عُرف الوصف الآنف من خلال دعاء أو تميمة كان يجب على مَن يريد تعبد ماناسا أن يردده تلاوة مليون مرة، ونصه كالتالي:
أعبُدُ (أو أُسبِّحُ أو أُمجِّد) الإلهة التي بشرتها بلون زهرة تشامباكا البيضاء، والتي تتزين بحلي مرصعة بالأحجار الكريمة، النقية كاللجين، والتي تملك ثعابين كخيوط مقدَّسة، ذات الحكمة العظيمة، والأعظم والأحكم من أحكم الحكماء، الإلهة التي ترأس السيدهاس (فئة من أنصاف الآلهة)، والتي نالت النعمة الإلهية، والتي تمنح التوفيق والنجاح.

## سيرها

### مهابهاراتا
ورد ذكر زواج ماناسا بالحكيم جراكارو في المهابهاراتا، حيث يُذكر بإنَّ الحكيم جراكارو كان يمارس أقصى درجات الزهد والتقشف، وهذا الأمر جعله يزهد بالزواج. ولكن في أحد الأيام كان قد مر بمجموعة من الرجال كانوا متدلين من شجرة بحيث كانت رؤوسهم إلى أسفل تشبه وضعيتهم وضعية الخفافيش. كان هؤلاء الرجال أسلافه الذين حُكم عليهم بالبؤس؛ لأن أطفالهم لم يؤدوا طقوسهم الأخيرة، لذلك أوصوا جراكارو بالزواج وإنجاب ابن لكي يخلصهم من معاناتهم وبؤسهم من خلال أداء المراسم والطقوس الدينية. وتذكر المهابهاراتا بأنَّ فاسوكي عرض أخته ماناسا على جراكارو، فقبلها زوجة له. وقد أنجبت ماناسا ولدا وهو آستكا الذي قام بتخليص أسلافه من المعاناة. كما وساعد آستكا أيضًا في إنقاذ عرق الناغا من الإبادة عندما قرر الملك «جنميجايا [الإنجليزية]» إفناءهم بالتضحية بهم في طقسه الناري «ياجنا».

### بورانا
كانت البورانا هي الكتب المقدسة الأولى التي تحدَّثت عن ولادة ماناسا. وقد نصَّت على أنَّ الحكيم كاشيابا هو والدها، وليس شيفا كما هو موضَّح في النصوص المُتأخِّرة «مُنغُل كَفُّو [الإنجليزية]»(ك) المقدَّسة. وذات مرة، عندما أحدثت الثعابين والزواحف الفوضى على الأرض، ابتدع كاشيابا الإلهة ماناسا بقوة ذهنه «مانا»(ح)، فجعلها الإله الخالق براهما الإلهة التي ترأس الثعابين والزواحف. وقد بسطت ماناسا سيطرتها على الأرض بقوة المانترات التي ترتلها. ثم عمدت ماناسا إلى إسترضاء الإله شيفا، والذي بدوره أمرها أنْ تُرضي الإله كريشنا. وفي أوج سروره ورضاه، منحها الإله كريشنا قوى «سِدِّي [الإنجليزية]»(ط) الإلهية وطقوسًا لكي تُبجَّلُ بها، الأمر الذي يجعلها تظهر بصفتها إلهة شرعيَّة ومحظية بالقبول من قبل القوى العليا.
وذكرت البورانا أنَّ كاشيابا، والد ماناسا، زوَّج ابنته من الحكيم جراكارو، والذي وافق بدوره على الزواج منها ولكنه وضع شرطًا وهو أنَّه في حال قامت ماناسا بعصيانه فإنه سيهجرها. ويُروى أنَّه ذات مرة، عندما أيقظت ماناسا جاراكارو، استاء منها لأنها أيقظته بعد فوات وقت العبادة، لذلك فقد هجرها مؤقتًا. وبناءً على طلب من الآلهة الهندوسية الكبرى، عاد جراكارو إلى ماناسا وأنجبت له آستكا، ابنهما، قبل هجره زوجه مرة أخرى.

### منغل كفو

لوحة كاليغات تصور الإلهة ماناسا واقفة على ثعبان مع بعض الأفاعي الصغيرة ملتفة على يديها، توجد اللوحة في متحف كليفلاند للفنون.

كانت نصوص مُنغُل كَفُّو [الإنجليزية] عبارة عن أنشودة تعبدية للآلهة المحلية مثل ماناسا، أُلِّفت في البنغال بين القرنين الثالث عشر والثامن عشر. لقد اشتملت «منغل كفو» على نصَّينِ تتبعا أصل وأساطير الإلهة ماناسا، وهُما: «ماناسامنغل كفو [الإنجليزية]» لِلشاعر «فيجاي غوبتا [الإنجليزية]»، و«ماناسا فيجايا» ألَّفه الشاعر «بيبراداس بيبيلاي [الإنجليزية]» في 1495. يُعرف ما لا يقل عن خمسة عشر منغل كفو مخصصة لماناسا. حيث إنَّ الباحث دينيش شاندرا سين [الإنجليزية] تتبَّع واحد وخمسون نسخة من حكايتها.
ذكرَ نصُّ «ماناسا فيجايا» أنَّ الإلهةَ ماناسا وُلِدَتْ عندما لمسَ «مَنِيُّ» فاسوكي تمثالًا في هيئة فتاةٍ كانت قد نحتته أمُّه. وقد تقبَّلهَا فاسوكي أُختًا له، ومنحها شُحنة السُّمِّ التي أُنتِجَت عندما حلب الملك بريثو الأرضَ وكأنَّها بقرة. وما إنْ وقعت عيني شيفا على ماناسا حتَّى شغفت قلبه، فبادرت ماناسا بتبيين حقيقة القرابة بينهما وأثبتت له بإنَّه يكون والدها. فاصطحبها شيفا إلى منزله، وحالما رأتها زوجته شاندي ظنَّتها خليلته أو ضرتها ما جعلها تُسارع إلى إهانة وشتم ماناسا وحرق إحدى عينيها فأصبحت عوراء. وفي وقت لاحقٍ، أُصيب شيفا بسُمٍّ وأخذ يحتضر حتَّى قامت ماناسا بتخليصه من السم وتماثل للشفاء على يديها. وحدث في أحد المرات أنْ ركلت شاندي الإلهة ماناسا، فقامت هذه الأخيرة بجعل شاندي تُعدم الحِسَّ بنظرة من عينها المسمومة. وفي نهاية المطاف، ضاق شيفا بشاندي وماناسا ذرعًا؛ لكثرة مشاجراتهما، فقام بالتخلي عن ماناسا حيث تركها عند شجرة وهجرها، ولكنَّه خلق من أجلها صُحبةً، خلقه من دموع ندمه وأسفه عليها، تُدعى نِتو أو نِتا.
ولاحقًا، تزوج الحكيم جراكارو ماناسا، ولكنَّ شاندي أفسدت ليلة عُرسها. وجراء بغضها ماناسا، أشارت شاندي عليها بأن تتزين بالحلي المكونة من الأفاعي، فقامت تشاندي برمي ضفدعة في قاعة العُرسِ ما تسبب باضطراب الأفاعي وانتشارها في المكان. ونتيجة لذلك، فرَّ جراكارو هاربًا من المنزل وهو يرتعد خوفًا، ولكنه عاد بعد بضعة أيام، وحينها ولد ابنهما أستكا.

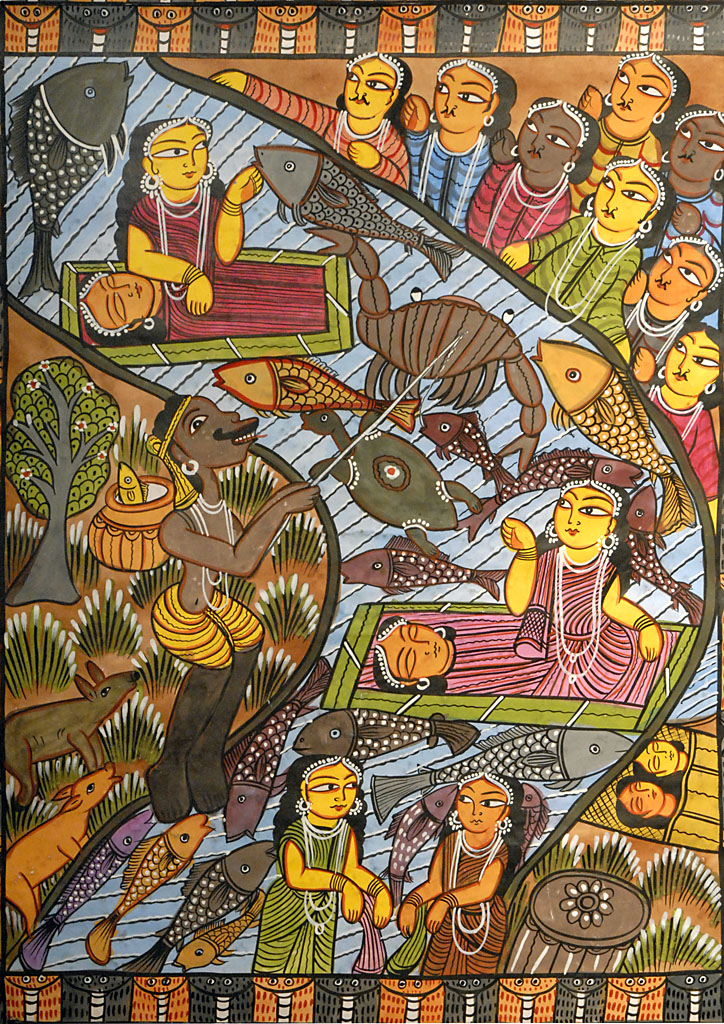
مشهد من نص ماناسا منغل يُصور بهولا موضوع أمامها جسد زوجها على لوح خشبي.

ارتأت ماناسا أنْ تهبط إلى الأرض رفقة مستشارتها «نِتو»؛ لتفقد أحوال شيعتها ومُريديها المُتحمسين لها، فجوبهت بالسُّخريَّة والازدراءِ. وتعبيرًا عن رفضها لهذا السُّلوك غير المُهذَّبِ تجاهها وهي الإلهة، عمدت إلى استخدام قوَّتها لقهر وإجبار هؤلاء النَّفر المُنكرين عليها سلطانها وجبروتها عن طريق صبِّ المصائب على رؤسم صبًّا؛ لكي يُبجِّلوها ويُقدِّسوها كما يجب. ونتيجة لذلك، فقد تمكَّنت من الهيمنة على الناس، وراح الناس من جميع المشارب يغيرون سلوكهم معها حتَّى أنَّها استطاعت أن تُحول الحاكم المسلم «حسن»، ولكنَّ هذه الأساليب لم تُفلح مع التاجر «تشان سَداغَر [الإنجليزية]».
لم تكن ماناسا تريد من وراء ذلك كله إلَّا أن تُصبح إلهةً على غرار الإلهتان لاكشمي وساراسواتي. ولكي تُحقق مُرادها هذا، كان لا بُدَّ لها من أن تنال تبجيل وتوقير التاجر تشان سداغر الذي أخذ على نفسه عهدًا صارمًا ويمينًا مغلظةً ألَّا يُبجِّلَ ويُقدِّسَ ماناسا. ولكي تُلقي في قلبه الرُّعبَ وتسلبه الأمن والسكينة، أتت ماناسا على ذُرِّيَّته واحدًا تلو الآخر ذبحًا وتقتيلًا حتَّى قتلتهم من عند آخرهم، وهم ستة أبناء. وأخيرًا، قامت ماناسا بالتآمر ضد راقصين في بلاط إندرا يحبان بعضهما البعض، وهما آنيرودها [الإنجليزية] وأُوشا [الإنجليزية].
كان على آنيرودها أن يولد مرة أخرى لكي يتزوج أوشا. وبالفعل، ولد آنيرودها بوصفه الابن السابع لتشان وساناكا وحمل اسمًا جديدًا وهو «لاكشندار [الإنجليزية]»، وبالنسبة لأوشا كان عليها أيضًا أن تولد من جديد لتتزوج لاكشندر، فولدت أوشا تحت اسم «بهولا [الإنجليزية]» وتزوجا في نهاية المطاف. ولكنَّ ماناسا قتلت لاكشندار لكن بهولا طفت على الماء لمدة تسعة أشهر مع جثة زوجها وأخيراً أُعِيْدَتْ حياة أبناء تشان السبعة وما كان يتمتع به من نعمة ومكانة. أخيرًا، استسلم تشان سداغر لماناسا بتقديم زهرة للإلهة بيده اليسرى دون أن ينظر إليها. وقد جعل هذا الفعل ماناسا سعيدة جدًا لدرجة أنها أعادت إحياء جميع أبناء تشان وأصلحت له ما أفسدته عليه من شهرة وثروات كان يتمتع بها. ويروي نص منغل كفو أنه بعد هذا العمل، انتشر تبجيل وتقديس ماناسا إلى الأبد.

### حسن وحسين
يُروى أنَّ مواجهة كُبرى وقعت بين جيش المسلمين بقيادة الأخوين المُتسيدين «حسن وحسين» وبين جيش من المخلوقات السامة وشيعة من رعاة البقر بقيادة الإلهة ماناسا انتهت بهزيمة جيش المسلمين وذلك بقتل عدد كبير منهم حتى انتهت بخروجهم من أرض رعاة البقر. وقد جاءت هذه المواجهة بسبب المحاولات المُتكررة للمسلمين القضاء على ما يدعونه «عبادة الشيطان» التي يقوم بها الهندوس. وفي رواية أخرى، يُذكر أنَّ ماناسا الغاضبة تُهاجم قرية شخص اسمه «كازي أو قاضي»؛ لأنَّ حسن وحسين ابنا كازي قد خربا مذبحًا مُكرسًا لماناسا، فيعمد كازي لإنقاذ نفسه وعائلته وثروته وشعبه بتقديم بوجا للإلهة.
وفي رواية أخرى، يُقدم الأخوان بوصفهما ملك وأمير يحكمام المسلمين في البنغال، ويُنسب إليهما نشر الزراعة في الغابات، وبالتالي دخلوا في صراع مع العُباد من رعاة البقر الذين هم شيعة للإلهة الأفعى ماناسا. وبعد أن خضعوا في المعركة وقبل الملك حسن ألوهية ماناسا، استعادت الإلهة السخية المدينة وجنود الأخوين. وفي النهاية، يُقبلان كأخوين للإلهة ماناسا التي هي ابنة السيد شيفا.

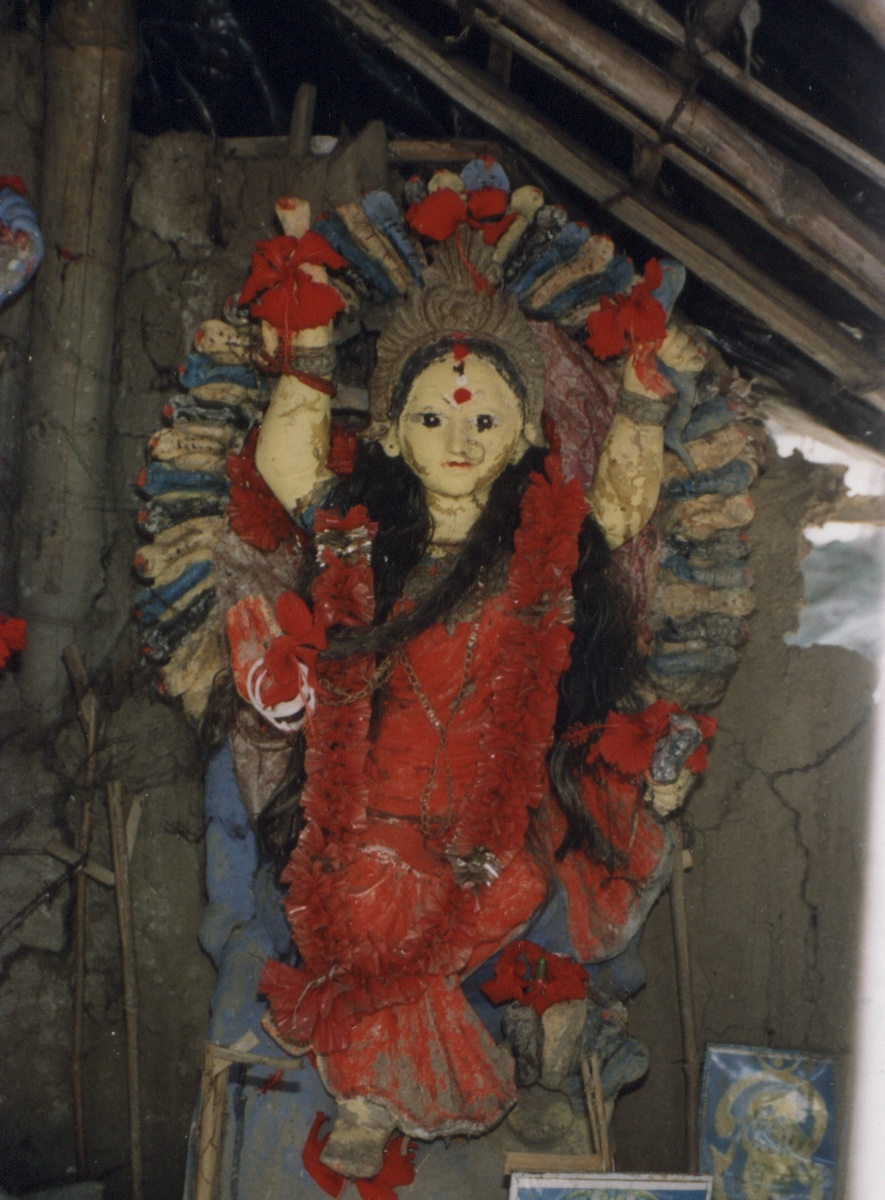
تمثال طيني لماناسا في سونداربانس، البنغال الغربية، الهند.

وتذكر «مكدانيل» أنَّه عندما هدد المسلمون عبادة ماناسا، سارعت مع أفاعيها لمجابهتهم فقتلت الجنود المسلمين الأمر الذي جعل الحاكم المسلم حسن يشعر بالتوجس من قوة ماناسا، فخضع لها، وأصبح من مُريديها (وراح يتشاور مع البراهمة لمعرفة الطريقة الصحيحة لعبادتها). وبسبب هذا، كان ينعم بالثروة والشهرة والقوة والأطفال، وعاد جنوده القتلى إلى الحياة.

### ماناسامنغل كفو
أورد النص الملحمي «ماناسامنغل كفو» نسخة أخرى من قصة ماناسا. حيث تروي هذه النسخة نمو عبادة وتبجيل ماناسا وكيفية إكراه الهندوس على عبادتها ليكونوا شيعة لها. فيبدأ النص الملحمي في الفردوس أو الجنة أثناء حياة سابقة عاشها التاجر تشاند سداغر، وهو أحد عابدي الإله شيفا. حيث رأى مصادفة ماناسا في غابة كثيفة وكانت ترتدي الأفاعي لباسًا فقط. فلمَّا رأته الأفاعي انتابها الخوف فانسلت من على جسد ماناسا تاركة إياها عارية. وهنا، استشاطت ماناسا غضبًا، فلعنت تشاند بأن يولد في هيئة إنسانٍ. وحينما شعر تشاند بالظلم الذي وقع عليه، وكيف أن ماناسا لعنته ظلمًا على أمر لم يكن يقصده، قال أن عبادتها لن تشيع على الأرض حتَّى يعبدها هو بنفسه أوَّلًا. لذلك، كان من الضروري على ماناسا أن تكسب تشاند إلى جانبها بوصفه مريدًا، حتَّى تتمكن من كسب مريدين آخرين.
يرى كُلٌّ من أناندا كوماراسوامي والأخت نيڤيديتا بإنَّ «سيرة تشاند سداغر وماناسا ديفي، التي يجب أن تكون قديمة قدم الحقبة الموكيانية في المجتمع الآسيوي، تعكس الصراع بين ديانة شيفا وديانة الآلهة المحلية الأنثوية في البنغال،... وبعدئذٍ مُيِّزَت ماناسا أو بادما على أنَّها شكل من أشكال التجسد الأنثوي «شاكتي»، فتقبَّلت الشيفاوية عبادتها. وبذلك أصبحت مظهرًا للإلهة الأم التي تعتبر بالنسبة للعديد من المُتعبدين أقرب وأعز من شيفا البعيد عنهم وغير المُشخَّص أو المجهول».

## عبادتها
لم تُعبد ماناسا، بشكل عامٍ، بتصور يتمثلها في تمثال، بل يُعبد فرع شجرة أو وعاء فخاري أو تمثال ثعبان ترابي كإلهة، على الرغم من أن تماثيل ماناسا تُعبد أيضًا. وهي تُعبد للوقاية والعلاج من لدغات الثعابين والأمراض المعدية مثل الجدري وجدري الماء. وعلى الرغم من أنَّ ماناسا تُعبد في المقام الأول باعتبارها إلهة الأفاعي، إلا أنها تُعبد لأغراض أخرى أيضًا، ومن هذه الأغراض أنها تُعبد من أجل إنجاب الأطفال. وتتوجه النساء إلى ماناسا بصفتها حامية الأطفال، والتي غالبًا ما تُعرف باسم الإلهة «شاشتي» أي «السادسة»؛ لأنَّ العادة جرت بالتوجه لها بالعبادة في اليوم السادس بعد الولادة.
ينتشر عابدو ماناسا على نطاق واسع في البنغال، حيث إنَّها تُعبد بشكل طقوسي في المعابد المخصصة لها. وتُعبد تحديدًا وبشكل واسع في موسم الأمطار، وذلك عندما تكون الأفاعي أكثر نشاطًا حيث إنَّها تخرج من جحورها وتُشكِّلُ تهديدًا على حياة الناس. وتُعدُّ ماناسا أيضًا إلهة مهمة للخصوبة وطقوس الزواج، خاصة بين الطبقات الدنيا، وتُستدعى بركاتها أثناء الزواج أو في حالة عدم الإنجاب. وقد جرت العادة على أن تُعبد ويُشار إليها بالتوازي مع مستشارتها نِتو التي تُدعى أيضًا بـ«نيتا، ونتيدوباني، ونتالاسوندوري» في أجزاء مختلفة من البنغال.
في شمال البنغال، بين الراجبانشيز(ي)، تعتبر ماناسا (والتي تُدعى بيشوهورا، بيشوهوري أو بادمافاتي) واحدة من أهم الإلهات، ويمكن العثور على تان (ضريحها) في فناء كل منزل زراعي تقريبًا. وبين الطبقة الدنيا من الهندوس في البنغال الشرقية (بنغلاديش الحالية)، تُعبد بأبهة عظيمة. وماناسا هي إلهة مهمة بشكل خاص في البنغال عند طبقة التجار. وذلك لأن شاندو من نص ماناسامنغل كان أول من بدأ عبادتها، وبهولا، بطلة نص ماناسامنغل كانت ابنة لعشيرة «ساها» (مجتمع تجاري قوي) بدأت عبادتها أيضًا.
ماناسا هي الإلهة الرئيسية لمنطقة أنغا، وخاصة في عاصمة أنغا، تشامبا (الآن بهاغالبور). ويعتقد أن قصة تشاند سداغر وبهولا بدأت من هذا المكان بالذات. في الأحياء القديمة من شامبنغار في المدينة، يقف معبد هائل لماناسا. العديد من القطع الأثرية والمنحوتات التي عثر عليها في المكان وحوله جعلت السكان المحليين يعتقدون أنه المكان الذي كان تشاند سداغر يملك معبدا. كما وجدت الحفريات الأخيرة لوها- باشور غور أو باشور غور، المبنى المصنوع خصيصا لليلة زفاف لاخندار وبهولا. وإنَّ أنجيكا لوكغاثا، وبهولا بيشاري لوكغاثا والفن الإقليمي مانجوشا شيتراكاثا مبني بالكامل على روايات ماناسا والصعوبات التي واجهتها بهولا. وفي كل عام، من 16 إلى 19 أغسطس، ينبثق بهاغالبور مثل زهرة معطرة لعبادة الحارسة المحلية ماناسا وإحياء ذكرى زفاف بهولا.
تُعبد ماناسا أيضًا على نطاق واسع في أسام وتريبورا، وهناك نوع من أوجا بالي (المسرح الموسيقي الشعبي) مكرس بالكامل لأسطورتها. وتُعبد أيضًا بشكل احتفالي في ناج بانشامي - وهو مهرجان لعبادة الأفاعي في شهر شرافان الهندوسي (يوليو-أغسطس). تصوم النساء البنغاليات (فراتا) في هذا اليوم ويقدمن الحليب عند جحور الأفاعي. وقد بدأ الناس في جنوب الهند مؤخرًا في عبادة الإلهة ماناسا ديفي. ويجب أن تعبد بالزهور والبخور والعطور وغيرها من القرابين. والمانترا الخاصة بها هي «أُوم كليم شريم حريم عيم سوَحَ ديفي ماناسا»، والتي يجب أن تُردد 500،000 مرة على الأقل. وقد ورد أنَّ في البنغال يقوم المسلمون بتقديم القرابين لماناسا إلهة الأفاعي من خلال الرهبان الهندوس.

## المعابد البارزة
- معبد مانسا ديفي، موكامالا، غرب جودافاري، أندرا براديش
- معبد مانسا ديفي، نايدوبيتا، نيلور، أندرا براديش
- معبد مانسا ديفي، تيلارو، سريكاكولام، أندرا براديش
- معبد مانسا ديفي، دورنيبادو، كورنول، أندرا براديش
- معبد مانسا ديفي، كانومالابالي، كادابا، أندرا براديش
- معبد مانسا ديفي، تشينادوجام، سريكاكولام، أندرا براديش
- معبد مانسا ديفي، كورنول، أندرا براديش
- معبد مانسا ديفي، نيلور، أندرا براديش
- معبد مانسا ديفي، ثوربو رومبيدودلا، نيلور، أندرا براديش
- معبد مانسا ديفي، فادلورو، غرب جودافاري، أندرا براديش
- ما مانشا ماندير، ليك تاون، كولكاتا، ولاية البنغال الغربية

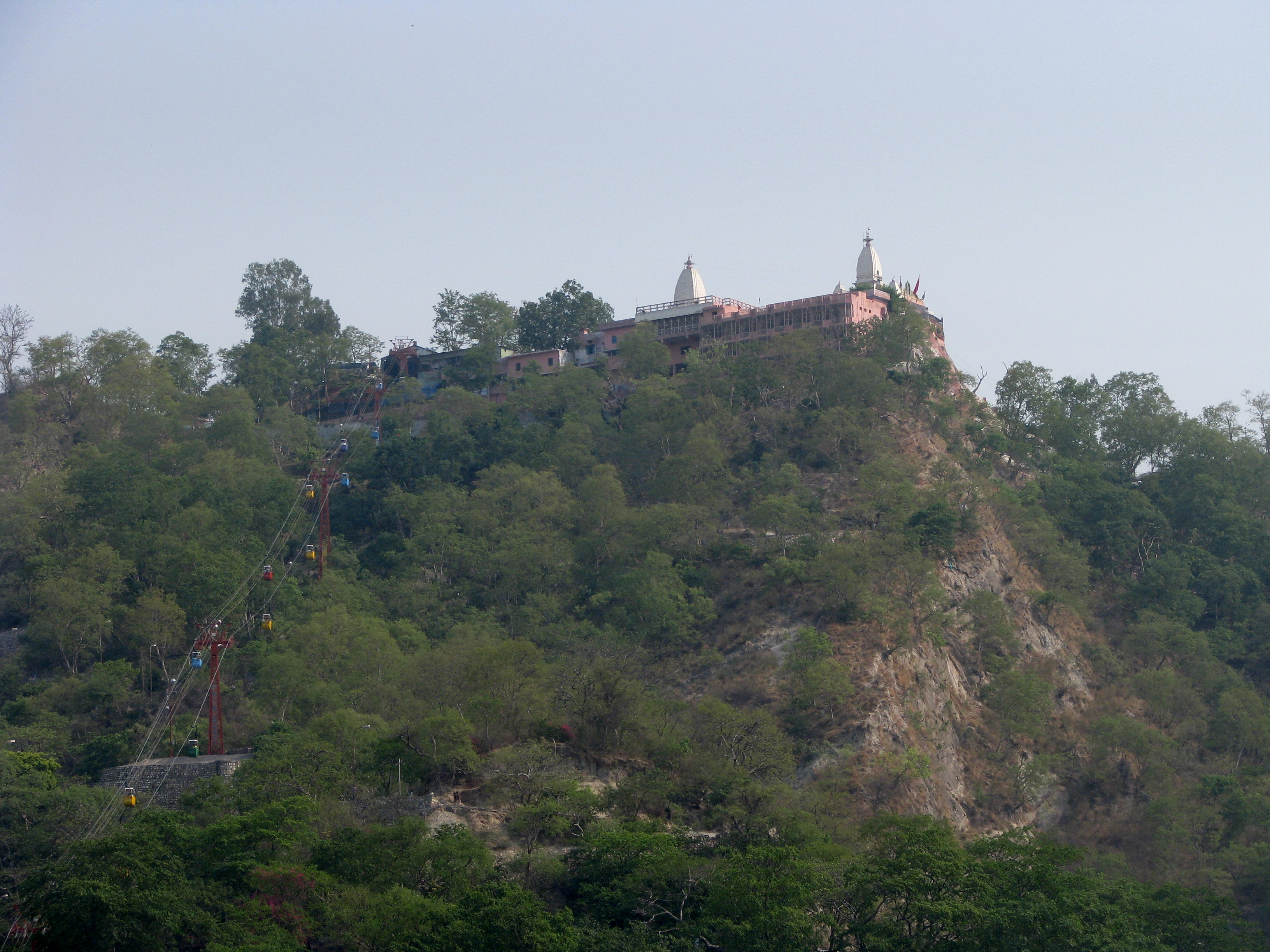
معبد مانسا ديفي، هاريدوار
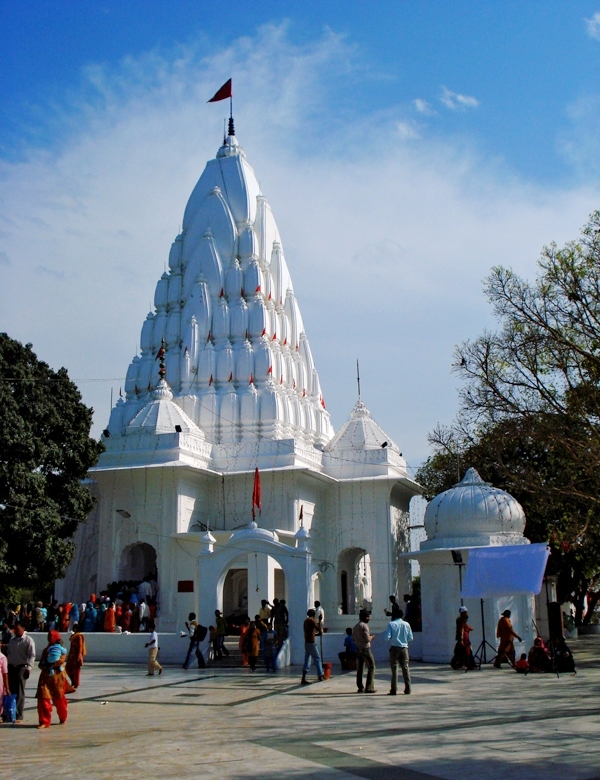
ماتا مانسا ديفي ماندير، بانتشكولا، بالقرب من شانديغار.
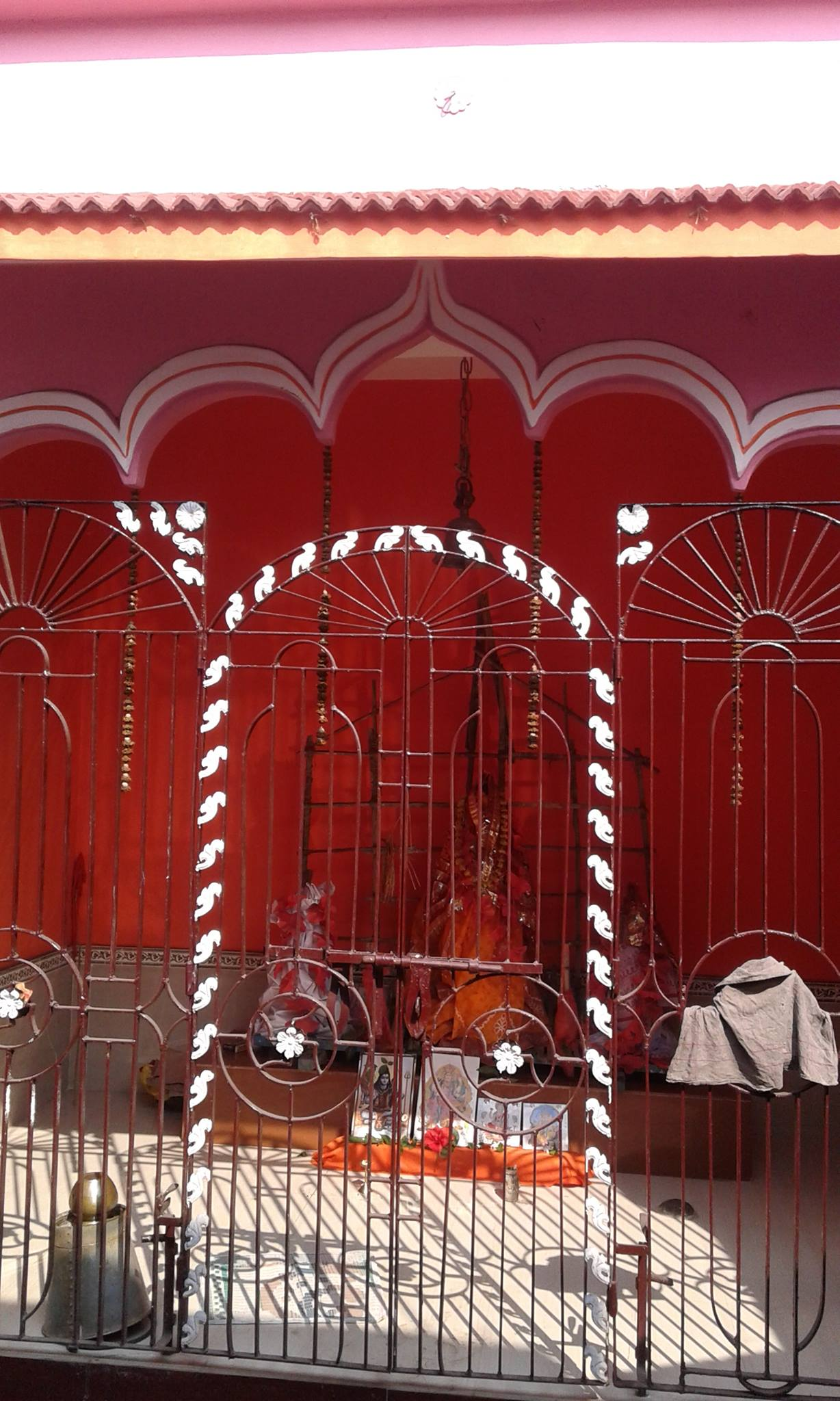
معبد مانسا ديفي، كاندرا، جهارخاند

## الهوامش
أ. يُنطق اسمها باللغة الهندية «مَنْسَا دِفِي» (بالهندية: मनसा देवी).
ب. يُنطق اسمه باللغة الهنديَّة «آسْتِكْ» (بالهندية: आस्तिक).
ج. يُنطق اسمه باللغة الهنديَّة «ڤاسُكِي» (بالهندية: वासुकी).
د. «الناغا» أو بحسب النُطق الهندي «نَاج»، بالجيم المصرية، هي كائنات نصفها بشري ونصفها أفعى تعيش في العالم السفلي. وكلمة «ناغا» تعني «الأفعى».
هـ. يُنطق اسمه باللغة الهنديَّة «جَرَتْكَارُو» (بالهندية: जरत्कारु).
و. جُوْن مكدانيل (بالإنجليزية: June McDaniel)‏، أستاذة فخرية، مُتخصصة في دراسة التجربة الدينية، وخاصة في التُّراث الهندوسي. حاصلة على الدكتوراه في تاريخ الأديان عام 1986، وفي عام 1980 حصلت على الماجستير في الدراسات اللاهوتية. لديها العديد من الكتب والمقالات المنشورة.
ز. أشوتوش بهاتاتشاريا (بالإنجليزية: Ashutosh Bhattacharya)‏ (1909-1984) كاتب وفلكلوري. في عام 1932 حصل على الماجستير في البنغالية من جامعة دكا. كما حصل على درجة الدكتوراه عام 1959 من نفس الجامعة. شكومار شين [الإنجليزية] (بالبنغالية: সুকুমার সেন)‏ كان لغويًا بنغاليًا ومؤرخًا للأدب البنغالي.
ح. المانا، هي قوة خارقة ذات طبيعة مجردة تكمن في الناس والأشياء، وهي قوة غير مُشخصة لا ترتبط بشخص معين أو آلهة، وإنَّما هي مشاع بين الناس والأرواح ويمكن السيطرة عليها واستخدامها، إذا ما عُرفت طريقة استخدامها الصحيحة. وهي قوَّة تختلف في طبيعتها عن القوة الطبيعية (الفيزيقية) وتستطيع أن تعمل في طرق متباينة لتحقيق الخير والشر، وأن لديها القدرة على السيطرة والفعل بالنسبة للأشياء.
ط. سِدِّي (بالسنسكريتية: सिद्धि)‏ أو سيدهي (بالإنجليزية: Siddhi)‏ في الهندوسية تعني «الإنجاز، ألأداء أو المهارة»، هي قوى وقدرات وإنجازات مادية أو خوارقية أو خارقة للطبيعة أو سحرية، والتي هي نتاج لتقدم المتأمل من خلال تمارين مثل التأمل واليوغا.
ي. الراجبانشيز [الإنجليزية] هي مجموعة عرقية تقيم في أجزاء من أسام السفلى وميغالايا وشمال غرب البنغال وشرق بيهار ومنطقة تيراي في شرق نيبال وبوتان وقسم رانجبور في شمال بنغلاديش.
ك. مُنغُل كَفُّو أو مَنغلكافياس هي قصائد شعريَّة دينيَّة متعلقة بالطائفة، وهي قصائد تمجد آلهة معينة، وفي الأدب الشاكتي من القرن الرابع عشر إلى القرن السابع عشر كانت شديدة الأهمية. كانت تُقرأ في الأماكن العامة، وغالبًا ما تُتلى في الليل خلال المهرجانات. كانت الإلهتان الأكثر أهمية هما شاندي (وتسمى أيضًا كالي أو كاليكا في هذه النصوص) وماناسا، إلهة الأفاعي.

### فهرس المراجع

#### باللغة الإنجليزية
1. 1 2  Jordan 2004، صفحة 187
2. 1 2 3 4 5  Wilkins 2004، صفحة 395
3. 1 2 3 4  Dowson 2003، صفحة 196
4. 1 2  Grant 2009، صفحة 322
5. ↑  Radice 2001، صفحات 130–8
6. 1 2  McDaniel 2004، صفحة 148
7. 1 2  "Manasa | Hindu deity | Britannica". www.britannica.com (بالإنجليزية). Archived from the original on 2021-10-04. Retrieved 2022-01-14.
8. 1 2  Macmillan Journals 1914، صفحة 168
9. ↑  Mukherjee & Ray 1990، صفحة 319
10. ↑  Mani 2015، صفحة 349
11. ↑  Leeming 2001، صفحة 114
12. ↑  Singh 2012، صفحة 178
13. ↑  Sureśvarācārya 1990، صفحة 76
14. ↑  Dimock 1962، صفحة 318
15. ↑  DImock 1962، صفحات 315-6
16. ↑  Dimock 1962، صفحات 312-3
17. ↑  Dimock 1962، صفحة 316-7
18. ↑  Dimock 1962، صفحات 313-4.
19. 1 2  Tate, Karen (2005). Sacred Places of Goddess: 108 Destinations. CCC Publishing. ص. 194. ISBN:1888729112.
20. ↑  Dimock 1962، صفحة 315.
21. ↑  Dimock 1962، صفحة 311.
22. ↑  Chaplin, Dorothea (2007). Mythlogical Bonds Between East and West. READ BOOKS. ص. 28. ISBN:9781406739862.
23. 1 2  McDaniel 2004، صفحة 154
24. ↑  Bose 2018، صفحة 244
25. 1 2 3  Swami 2013، صفحة 378
26. ↑  Bose 2018، صفحة 243
27. ↑  Wilkins 2004، صفحة 396
28. 1 2  Sharma, Mahesh (2005). Tales from the Puranas. Diamond Pocket Books (P) Ltd. ص. 38–40. ISBN:81-288-1040-5.
29. ↑  June (5 Aug 2004). Offering Flowers, Feeding Skulls: Popular Goddess Worship in West Bengal (بالإنجليزية). p 154: Oxford University Press. ISBN:978-0-19-534713-5. Archived from the original on 2021-12-08.{{استشهاد بكتاب}}:  صيانة الاستشهاد: مكان (link)
30. ↑  Utsa (5 Jan 2015). Culinary Culture in Colonial India (بالإنجليزية). p 195: Cambridge University Press. ISBN:978-1-107-04281-0. Archived from the original on 2021-12-11.{{استشهاد بكتاب}}:  صيانة الاستشهاد: مكان (link)
31. ↑  S. (10 Jun 2009). Worlding Dance (بالإنجليزية). p 128: Springer. ISBN:978-0-230-23684-4. Archived from the original on 2021-12-11.{{استشهاد بكتاب}}:  صيانة الاستشهاد: مكان (link)
32. ↑  Akash (15 Aug 2021). The Light of the Hidden Flowers (بالإنجليزية). p 22: Global Collective Publishers. ISBN:978-1-954021-37-2. Archived from the original on 2021-12-11.{{استشهاد بكتاب}}:  صيانة الاستشهاد: مكان (link)
33. ↑  Gyanendra (17 Dec 2013). Unarchived Histories: The "mad" and the "trifling" in the colonial and postcolonial world (بالإنجليزية). p 156: Routledge. ISBN:978-1-317-93149-2. Archived from the original on 2021-12-11.{{استشهاد بكتاب}}:  صيانة الاستشهاد: مكان (link)
34. ↑  Dimock 1962، صفحة 309.
35. ↑  McDaniel 2004، صفحات 149-50
36. ↑  Bhaktivejanyana (29 Jan 2013). Ithihaasa: The Mystery of His Story Is My Story of History (بالإنجليزية). Author House. p. 378. ISBN:978-1-4772-4273-5. Archived from the original on 2021-12-19.
37. ↑  McDaniel 2004، صفحة 150
38. 1 2 3  Coomaraswamy, Ananda K.؛ Sister Nivedita (2003). Myths of the Hindus and Buddhists. Kessinger Publishing. ص. 324–30. ISBN:0-7661-4515-8.
39. ↑  Bose 2018، صفحة 252
40. ↑  "Vijay Gupta - Banglapedia". en.banglapedia.org. مؤرشف من الأصل في 2021-07-13. اطلع عليه بتاريخ 2022-01-09.
41. ↑  Khair, Tabish (17 Oct 2015). "Manasa, the snake goddess". The Hindu (بالإنجليزية الهندية). ISSN:0971-751X. Archived from the original on 2017-08-21. Retrieved 2022-01-09.
42. ↑  McDaniel 2004، صفحة 151
43. ↑  McDaniel 2004، صفحة 152
44. ↑  Coomaraswamy, Ananda K.؛ Sister Nivedita (2003). Myths of the Hindus and Buddhists. Kessinger Publishing. ص. 330. ISBN:0-7661-4515-8.
45. ↑  Wilkins 2004، صفحة 395.
46. ↑  Maity 1989، صفحة 73
47. ↑  Mandakranta (10 Feb 2000). Faces of the Feminine in Ancient, Medieval, and Modern India (بالإنجليزية). Oxford University Press. p. 149. ISBN:978-0-19-535277-1. Archived from the original on 2022-01-05.
48. ↑  Abha (2021). Understanding Culture and Society in India: A Study of Sufis, Saints and Deities in Jammu Region (بالإنجليزية). Springer Nature. p. 221. ISBN:978-981-16-1598-6. Archived from the original on 2022-01-05.
49. ↑  Shakti M. (1971). Plant Myths and Traditions in India (بالإنجليزية). Brill Archive. p. 50. Archived from the original on 2022-01-07.
50. ↑  William Joseph (1887). Modern Hinduism: Being an Account of the Religion and Life of the Hindus in Northern India (بالإنجليزية). Unwin. p. 226. Archived from the original on 2022-01-07.
51. ↑  Royal Asiatic Society of Great Britain and (1912). Journal of the Royal Asiatic Society of Great Britain and Ireland (بالإنجليزية). Cambridge University Press for the Royal Asiatic Society. p. 282. Archived from the original on 2022-01-07.
52. ↑  Karen (2005-11). Sacred Places of Goddess: 108 Destinations (بالإنجليزية). CCC Publishing. p. 194. ISBN:978-1-888729-17-7. Archived from the original on 9 يناير 2022. {{استشهاد بكتاب}}: تحقق من التاريخ في: |تاريخ= (help)
53. ↑  McDaniel 2004، صفحة 153
54. ↑  "Government of Bihar". Lrc.bih.nic.in. مؤرشف من الأصل في 2021-09-06.
55. ↑  "मां विषहरी पूजा: बिहुला विषहरी की गाथा का साक्षी है अंग का इतिहास". Livehindustan.com. مؤرشف من الأصل في 2021-09-06. اطلع عليه بتاريخ 2021-09-01.
56. ↑   [وصلة مكسورة] نسخة محفوظة 6 سبتمبر 2021 على موقع واي باك مشين.
57. ↑  "Bihula Wishhari worship: अंग प्रदेश के खास लोकपर्व का 16 जुलाई से आगाज, पढ़ें- बिहुला विषहरी की कहानी". Jagran.com. مؤرشف من الأصل في 2021-09-06. اطلع عليه بتاريخ 2021-09-01.
58. ↑  McDaniel (2002) p.55-57
59. ↑  "Sri Manasa Devi Temple in Mukkamala Peetam". Sri Sri Sri Vasavi Kanyaka parameswari (بالإنجليزية البريطانية). 24 Jun 2016. Archived from the original on 2017-11-18. Retrieved 2017-11-17.
60. ↑  India Census (1913). Census of India, 1911 ... (بالإنجليزية). Superintendent Government Printing, India. p. 252. Archived from the original on 2022-01-09.
61. ↑  "Nāgas". Brill’s Encyclopedia of Hinduism Online. DOI:10.1163/2212-5019_beh_com_000337. مؤرشف من الأصل في 2021-11-02. اطلع عليه بتاريخ 2020-12-09.
62. ↑  "McDaniel, June - College of Charleston". religiousstudies.cofc.edu. مؤرشف من الأصل في 2021-02-25. اطلع عليه بتاريخ 2021-11-13.
63. ↑  "June McDaniel". University of Chicago Press (بالإنجليزية). Archived from the original on 2015-11-26. Retrieved 2021-11-13.
64. ↑  "Bhattacharya, Ashutosh - Banglapedia". en.banglapedia.org. مؤرشف من الأصل في 2021-11-13. اطلع عليه بتاريخ 2021-11-13.
65. ↑  "Sukumar Sen (1900-1992)". data.bnf.fr (بالفرنسية). Archived from the original on 2019-10-26. Retrieved 2021-11-13.
66. ↑  White, David Gordon; Dominik Wujastyk (2012). Yoga In Practice. Princeton University Press. p. 34.
67. ↑  "The Portal of North Bengal Development Department". wbnorthbengaldev.gov.in. مؤرشف من الأصل في 2021-12-30. اطلع عليه بتاريخ 2019-04-28.
68. ↑  McDaniel 2004، صفحة 21

#### باللغة العربية
1. ↑  حرب 1999، صفحة 303
2. ↑  عبود 2018، صفحة 533
3. ↑  انظر:

  - إمام 1995، صفحة 371
  - عبود 2018، صفحة 533
  - حرب 1999، صفحة 303
4. ↑  عبود 2018، صفحة 838
5. ↑  إمام 1995، صفحة 371
6. ↑  عبود 2018، صفحة 589
7. ↑  الخطيب 2017، صفحة 163

### بيانات الكتب

#### باللغة الإنجليزية
- Bose، Mandakranta (2018). The Oxford History of Hinduism: The Goddess. Oxford University Press. ص. 344. ISBN:0198767021.
- Dowson، John (2003). Classical Dictionary of Hindu Mythology and Religion, Geography, History. Kessinger Publishing. ISBN:0-7661-7589-8.
- Dimock، Edward C (1962). Manasha, Goddess of Snakes. University of Chicago, Committee on Southern Asian Studies.
- DImock، Edward C. (1962). "The Goddess of Snakes in Medieval Bengali Literature". History of Religions. ج. 1 ع. 2: 307–321. DOI:10.1086/462451. JSTOR:1062059. S2CID:162313578.
- Grant، Russell (2009). Zodiac Baby Names (ط. 1). Hay House, Inc. ص. 424. ISBN:1401926835.
- Jordan، Michael (2004). Dictionary of Gods and Goddesses (ط. 2). Facts On File, Inc. ISBN:0-8160-5923-3.
- Leeming، David (2001). A Dictionary of Asian Mythology. OUP USA. ص. 232. ISBN:0195120531.
- Mani، Vettam (2015). Puranic Encyclopedia: A Comprehensive Work with Special Reference to the Epic and Puranic Literature. Motilal Banarsidass. ص. 922. ISBN:8120805976.
- Mukherjee & Ray، Samir, Amita (1990). Historical Archaeology of India: A Dialogue Between Archaeologists and Historians. Books & Books. ص. 376. ISBN:8185016275.{{استشهاد بكتاب}}:  صيانة الاستشهاد: أسماء متعددة: قائمة المؤلفين (link)
- Macmillan Journals (1914). Nature. Macmillan Journals. ج. 92. مؤرشف من الأصل في 2021-11-08.
- Maity، Pradyot Kumar (1989). Human Fertility Cults and Rituals of Bengal: A Comparative Study. Abhinav Publications.
- McDaniel، June (2004). Offering Flowers, Feeding Skulls: Popular Goddess Worship in West Benegal. Oxford University Press, US. ص. 368. ISBN:0-19-516790-2.
- McDaniel، June (2002). Making Virtuous Daughters and Wives: An Introduction to Women's Brata Rituals in Bengali Folk Religion. SUNY Press. ص. 144. ISBN:0-7914-5565-3.
- Radice، William (2001). Myths and Legends of India. Viking Penguin Books Ltd. ISBN:9780670049370.
- Sureśvarācārya (1990). Sureśvara's Vārtika on Aśva and Aśvamedha Brāhmaṇa. ترجمة: Shoun Hino, K. P. Jog. Motilal Banarsidass Publ. ص. 110. ISBN:8120806433. مؤرشف من الأصل في 2021-11-07.
- Singh، Jaideva (2012). Siva Sutras: The Yoga of Supreme Identity. Motilal Banarsidass. ISBN:8120804066. مؤرشف من الأصل في 2021-11-08.
- Swami، Bhaktivejanyana (2013). Ithihaasa: The Mystery of His Story Is My Story of History. Author House.
- Wilkins، W. J. (2004). Hindu Mythology, Vedic and Puranic (ط. First published: 1882). Kessinger Publishing. ص. 428. ISBN:0-7661-8881-7.

#### باللغة العربية
- الخطيب، محمد (2017). الأديان في المجتمعات البدائية (ط. الأولى). دار علاء الدين، دمشق. دار مؤسسة رسلان، دمشق.
- إمام عبد الفتاح إمام (1995)، معجم ديانات وأساطير العالم (بالعربية والإنجليزية)، القاهرة: مكتبة مدبولي، ج. 2، OCLC:60508296، QID:Q117469881
- طلال حرب (1999). معجم أعلام الأساطير والخرافات في المعتقدات القديمة (بالعربية والإنجليزية) (ط. 1). بيروت: دار الكتب العلمية. ISBN:978-2-7451-2604-7. OCLC:46874108. OL:22391669M. QID:Q91640834.
- عبود، حنا (2018). موسوعة الأساطير العالميَّة (ط. الأولى). دار الحوار للطباعة والنشر والتوزيع، سوريا - اللاذقيَّة.